# John Marsden

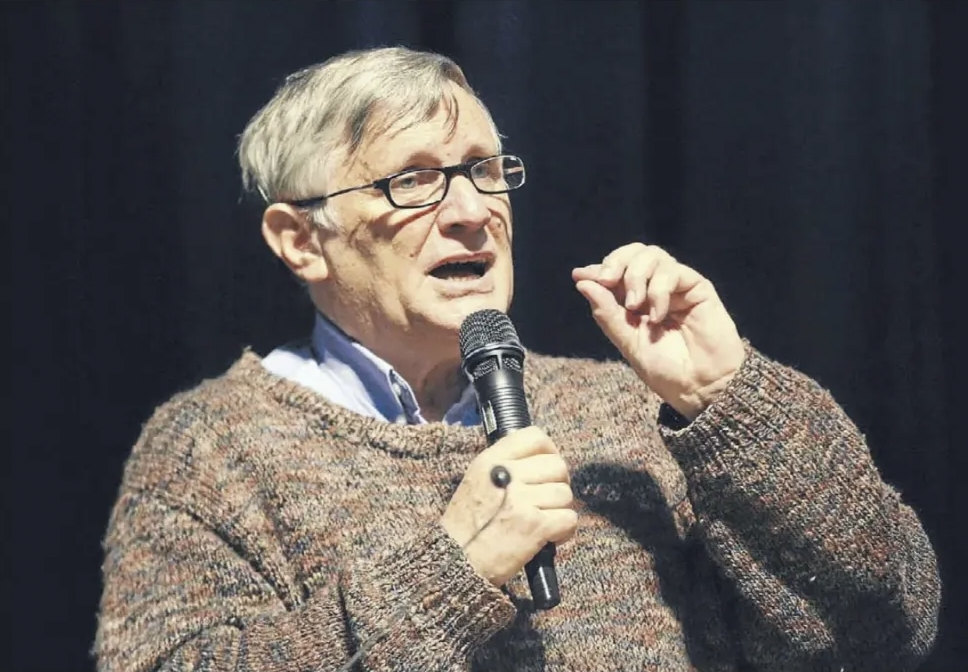
John Marsden

John Marsden (* 27. September 1950 in Melbourne; † 18. Dezember 2024) war ein australischer Schriftsteller der Jugendliteratur.

## Leben

### Jugend
John Marsden wurde 1950 als drittes Kind einer Familie mit vier Kindern geboren. Er verbrachte den größten Teil seiner Jugend auf dem australischen Lande und zog zunächst nach Kyneton und später nach Devonport. Im Alter von zehn Jahren zog seine Familie nach Sydney, wo er The King's School in Parramatta besuchte. Diese Schule ist bekannt für ihren militärischen Unterrichtsstil.
Nach dem Abschluss dieser Schule fing er an, Rechtswissenschaft und Kunst an der Universität Sydney zu studieren. Er arbeitete in einem Mortuarium als Sicherheitsmitarbeiter, bevor er Lehrer für Englisch wurde. Er unterrichtete neun Jahre an der Geelong Grammar School und wurde Leiter des Fachbereichs Englisch auf dem Campus „Timbertop“ der Schule.

### Festnahme
1982 wurde er festgenommen, weil er gegen den Bau des Franklin-Staudamms protestiert hatte. Da alle Gefängnisse in der Nähe voll waren, wurde er zum streng geschützten HM Prison Risdon gebracht. Später erklärte er, dass er diese Erfahrung benutzt hat, um einige Abschnitte in Liebe Tracey, liebe Mandy und der Tomorrow-Reihe zu schreiben.

### Schriftstellerisches Schaffen
Bekannt geworden ist er durch die Tomorrow-Reihe. Tomorrow When The War Began erfuhr in Australien 26 Neuauflagen. Seine Bücher wurden in 15 Sprachen übersetzt und erhielten zahlreiche Auszeichnungen. Nicht alle seine Werke wurden in die deutsche Sprache übersetzt.

### Weiteres Leben
Marsden hielt Schriftstellerkonferenzen sowohl für Leute, die schon schrieben, als auch für Jugendliche, die schreiben lernen möchten. Er hielt die Workshops persönlich. Zeitweise arbeitete er am Theater.
Marsden starb am oder vor dem 18. Dezember 2024 im Alter von 74 Jahren.

## Werke

### Jugendliteratur
- So Much To Tell You (1987), dt. von Doris Halter: Marinas andere Stimme. Ueberreuter Verlag, 1992. ISBN 978-3-8000-2749-1. Oder: Ich hab dir so viel zu erzählen. Deutscher Taschenbuch Verlag, 2003. ISBN 978-3-423-78188-6
- The Great Gatenby (1989)
- The Journey
- Staying Alive In Year 5
- Out Of Time (1990)
- Letters From The Inside (1991), dt. von Heike Brandt: Liebe Tracey, liebe Mandy. Beltz Verlag, 1995
- Take My Word For It (1992)
- Looking For Trouble (1993)
- Everything I Know About Writing (1993)
- Cool School (1996)
- Creep Street (1996)
- Checkers (1996): Checkers. Arena Verlag, 2000. ISBN 978-3-401-02599-5
- Dear Miffy (1997), dt. von Thomas Gunkel: Bis bald! Tony. Oetinger Verlag, 2000. ISBN 978-3-7891-4220-8
- Secret Men's Business (1998)
- Winter (2000), dt. von Jacqueline Csuss: Winter. Sie ist sechzehn. Zeit, zurückzukehren, Ueberreuter Verlag, 2002. ISBN 978-3-8000-2967-9
- The Rabbits

Tomorrow-Reihe
- siehe auch Tomorrow-Reihe

## Verfilmung
Im November 2010 erschien in Australien die Verfilmung von Morgen war Krieg mit dem Titel Tomorrow, When the War Began und war dort der erfolgreichste Film des Jahres. Die Drehorte lagen in Australien, New South Wales. In Deutschland erschien der Film im Mai 2011 auf DVD und Blu-ray.

## Auszeichnungen und Nominierungen
- 1988: Children’s Book of the Year Award für das Buch „So Much To Tell You“[2]
- 2000: Jugendbuchpreis Buxtehuder Bulle (Youth Book Award) für das Buch „Gegen jede Chance“[3]
- 2005: Nominierung zum Astrid Lindgren Memorial Award (ALMA)[4]
- 10/2007: hr2-Hörbuch-Bestenliste für das Hörbuch „Liebe Tracey, liebe Mandy“[5]
- 2008: Deutscher Hörbuchpreis in der Kategorie „Bestes Kinder- und Jugendhörbuch“ für das Hörbuch „Liebe Tracey, liebe Mandy“[6]